# 영국-오스트레일리아 관계
영국과 오스트레일리아는 역사적, 문화적, 제도적 유대와 광범위한 인적 교류, 일치하는 안보 이익, 스포츠 대회 (특히 디 애시스 시리즈), 그리고 중요한 무역 및 투자 협력을 바탕으로 매우 긴밀한 관계를 유지하고 있다. 양국은 영연방 왕국으로서 동군연합 관계에 있으며, 양국의 국가 원수는 찰스 3세이다.

## 이민
브리튼 제도에서 오스트레일리아로의 이주 흐름은 오스트레일리아 발전에 중요한 역할을 했으며, 현재도 오스트레일리아 인구는 주로 영국 또는 아일랜드계 출신이다(참조: 앵글로-켈틱 오스트레일리아인). 2011년 오스트레일리아 인구 조사에 따르면 약 110만 명의 오스트레일리아인이 영국에서 태어났으며, 이는 1972년에 마지막으로 대규모 우대 이민 프로그램이 종료되었음에도 불구하고 유지되고 있다.
전 오스트레일리아 총리 줄리아 길라드는 웨일스 배리에서 태어났으며, 자유당 전 대표이자 전 총리인 토니 애벗 역시 영국에서 태어났지만 어머니는 오스트레일리아 출신이다.
영국, 특히 대런던 지역에는 약 10만 명의 오스트레일리아인이 거주하고 있다.
최근 들어 영국, 캐나다, 오스트레일리아, 뉴질랜드 간 자유로운 이동을 허용해 네 나라 국민이 상호 거주 및 취업할 수 있도록 하자는 움직임이 커지고 있으며, 이는 오스트레일리아와 뉴질랜드 간의 트랜스태즈먼 여행 합의과 유사하다. 영국-오스트레일리아 자유 무역 협정에는 양국 간 이동 자유 확대 조항도 포함되어 있다.

## 외교
현대 런던과 캔버라 간의 정치적 관계는 정부 수반, 각료 및 고위 관리급 간의 견고한 양자 대화를 기반으로 하고 있다. 두 나라는 영연방 왕국으로서 국왕 찰스 3세를 공유하며, 영연방 국가들 내에서 적극적인 회원국이다. 2006년, 영국 총리 토니 블레어는 처음으로 영국 정부 수반으로서 호주 의회에서 연설했다.
오스트레일리아는 런던에 고등판무관부를 두고 있으며, 영국 역시 캔버라에 고등판무관부를 운영하고 있다.
2012년 9월, 영국과 캐나다는 외교 협력을 위한 양해각서(MOU)를 체결했으며, 이 협력을 오스트레일리아와 뉴질랜드까지 확대할 계획을 밝혔다.
2016년 6월, 영국이 유럽 연합 탈퇴를 결정한 이후, 오스트레일리아 총리 맬컴 턴불은 브렉시트 이후 양국 간 자유 무역 협정 가능성을 타진하기 위해 영국 총리 테레사 메이에 전화를 걸었다. 오스트레일리아는 해당 국민투표 이후 이러한 협정에 공개적으로 관심을 표명한 최초 국가 중 하나였다. 또한 오스트레일리아 총리는 영국, 뉴질랜드와 함께 이민 및 상업 협정을 논의할 수 있음을 제안했다. 오스트레일리아, 영국, 뉴질랜드, 캐나다 간 긴밀한 협력과 우선 비자 접근을 골자로 하는 CANZUK 구상은 양국에서 수년간 여러 인사들에 의해 주장되어 왔다.

## 문화
양국 간에는 오랜 문화 교류의 역사가 있으며, 오스트레일리아인들은 예술가 배리 험프리스나 루퍼트 머독과 같은 사업가들처럼 국제적 성공을 위해 영국을 디딤돌로 삼는 경우가 많다. 루퍼트 머독은 《타임스》와 같은 주요 신문을 소유하고 있으며, 위성 TV 회사인 BSkyB의 큰 지분을 보유하고 있다. 1980년대 후반과 1990년대에 오스트레일리아의 연속극은 특히 인기를 끌었는데, 1990년 《네이버스》는 영국에서 일일 시청자 1,900만 명을 기록했으나, 2007년에는 500만 명으로 감소했으나 여전히 오스트레일리아 시청자의 거의 10배에 달했다. 《네이버스》 출신 배우들인 카일리 미노그, 대니 미노그, 제이슨 도노번은 영국에서 음악과 무대에서 성공적인 경력을 이어갔으며, 《네이버스》는 영국에 상승 억양을 도입한 원인으로도 여겨진다. 클라이브 제임스, 애덤 힐스, 팀 민친 등 오스트레일리아 출신 코미디언들은 영국에서 크게 성공했다. 학자 저메인 그리어는 1970년 런던에서 출간된 《여성, 거세당하다》 이후 영국 젠더 정치에서 주도적 역할을 했다. 갤러리스트 레베카 호삭은 1993년부터 1997년까지 런던에서 오스트레일리아 문화 개발 담당관으로 활동했다. 바실리 트루노프는 영국 국립 발레단의 발레 마스터로서 고국 오스트레일리아 투어를 이끌었다. 2013년 가을, 왕립예술원은 오스트레일리아 미술에 대한 대규모 전시회를 개최했다.